# Wratislaw Ede
Wratislaw Ede mitrovitzi gróf (Névváltozat: Edward Wratislaw; Eduard) (Geszti, 1819. május 21. – USA, 1888. körül) magyar és amerikai szabadságharcos.

## Élete
Apja ősi cseh főnemesi családból származott, Wratislaw Józsefnek hívták, leszerelt mint a császári-királyi hadsereg századosa, s Magyarországon alapított családot, feleségül vette a horvát származású Mihálovits család Jozefa nevű leányát, s annak birtokán, Geszten gazdálkodott, itt született gyermekük Wratislaw Ede, római katolikus vallásúnak keresztelték. Wratislaw Ede apja nyomdokain haladva katonai pályájára lépett. 15 évesen, 1834-ben hadfi lett, azaz tisztjelölt a császári-királyi 5. könnyűlovas ezredben. 1836-ban leszerelt, de még ugyanebben az évben beállt a 32. magyarországi sorozású gyalogezredbe, innen 1839-ben a szintén magyar sorozású 2. gyalogezredbe helyezték át, hadnagy, majd főhadnagyi beosztásban teljesített szolgálatot. 1848-ban Kossuth Lajos zászlaja alá állt, 1848 nyarán részt vett a szerb felkelők elleni harcokban, Szenttamás augusztus 19-i ostrománál megsebesült. Októberben ezrede 3. zászlóaljával csatlakozott a honvédsereghez, november 26-án már századosi beosztásban harcolt a komáromi várőrségnél. 1849 május 1-jétől hadosztály-vezérkari tiszt a 8. hadtestben, ebben a beosztásban tette le a fegyvert a komáromi vár őrségével.
1850-ben emigrációba kényszerült, 1850-ben már megérkezett az Egyesült Államokba. Napszámosként, földmunkával kereste kenyerét New Yorkban, Asbóth Sándor mérnöknek egyik legszorgalmasabb munkása volt a New York-i Central Park előkészítő munkálatainál. Ács Tivadar híradása szerint Wratislaw Ede Mészáros Lázár honvédtábornok farmján New Jersey államban is dolgozott egy ideig Katona Miklós honvéd-alezredessel és Dancs Lajos honvédkapitánnyal. Azt is feljegyezték róla, hogy néha esténként frakkot öltött, s megjelent a New York-i „felső tízezer” köreiben. 
Amikor Abraham Lincoln zászlót bontott, Wratislaw Ede jelentkezett a New York-i 45. gyalogezredbe, amelyet az ott élő németek szerveztek 1861 szeptemberében, az ezred parancsnoka a hannoveri születésű Georg von Amsberg (magyarosan Amsberg György) ezredes lett, aki egyébként 1848-ban a magyarországi sorozású császári királyi 8. Coburg huszárezred hadnagyaként hazahozta huszárait Galíciából, és mint huszárszázados küzdötte végig a magyar szabadságharcot. Amsberg helyettesévé alezredesi rendfokozatban Wratislaw Edét nevezték ki. Az ezred végigharcolta a polgárháborút, sok magyar tiszt és közkatona (Csermelyi József, Hochleitner Károly, Kovács István, Menyhárt G. János, Semsey Károly, stb.) is harcolt ebben az ezredben vagy kezdte itt pályafutását. Az amerikai polgárháborúban Amsberg György dandárparancsnokként szerelt le, Wratislaw Ede vette át az ezred vezetését a polgárháború végéig.